# Romulien
 (septembre 2024).
Si vous disposez d'ouvrages ou d'articles de référence ou si vous connaissez des sites web de qualité traitant du thème abordé ici, merci de compléter l'article en donnant les références utiles à sa vérifiabilité et en les liant à la section « Notes et références ».
Les Romuliens (traduit Romulanais en dehors de la France hexagonale, notamment dans Star Trek: Nemesis[réf. nécessaire]) sont, dans l'univers de fiction de Star Trek, une espèce extraterrestre originaire de la planète Vulcain mais qui se sont installés sur la planète Romulus. Ils forment, avec les Rémiens — originaires de la planète jumelle Remus située sur la face cachée de Romulus — et quelques autres espèces réparties sur une douzaine de mondes, l'Empire Stellaire Romulien.

## Physiologie

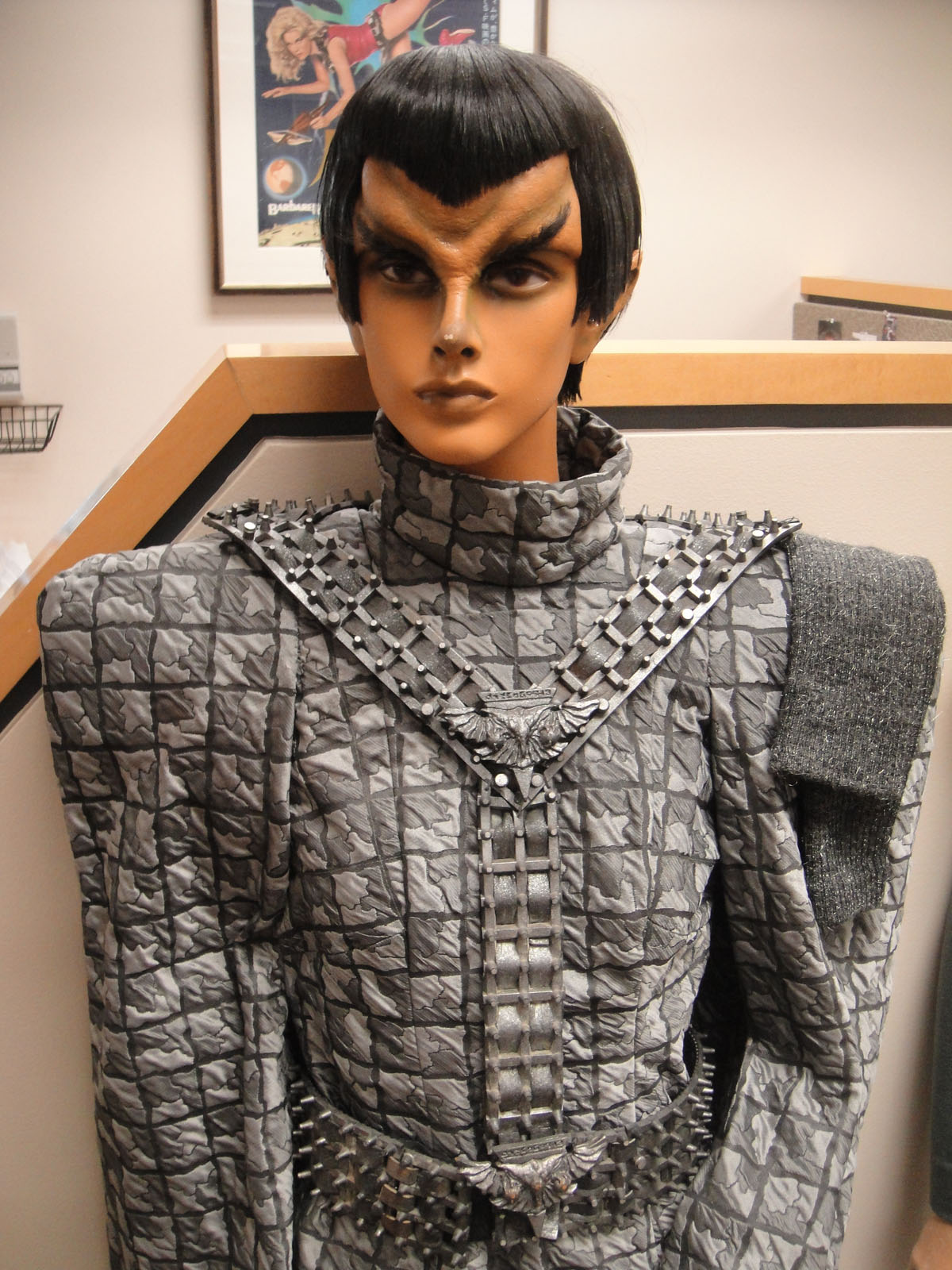
Apparence d'un Romulien dans un de leurs costumes.

Les Romuliens sont des humanoïdes physiquement identiques à leurs cousins (et par ailleurs ancêtres) Vulcains, à ceci près que la plupart d'entre eux arborent des crêtes proéminentes sur le front, un trait qui évolua après leur départ de la planète Vulcain. Leurs cheveux sont noirs ou très foncés, raides et lustrés. Leurs oreilles sont légèrement moins pointues que celles des Vulcains.
Comme les Cardassiens, les Humains et les Klingons, les Romuliens sont issus d'une ancienne espèce humanoïde (cf. La Chasse, Star Trek : La Nouvelle Génération, saison 6, épisode 20).
Les hommes mesurent entre un mètre soixante-quinze et un mètre quatre-vingt-dix, pour un poids situé entre 65 et 115 kg. Les Romuliens s'étant refusés à contrôler les disciplines mentales et les conditions environnementales étant plus médiocres sur Romulus, leurs capacités physiques (en comparaison avec leurs ancêtres) se sont vues augmentées. Ils sont deux à trois fois plus forts que les Humains. Les femmes sont plus petites et moins lourdes mais aussi fortes qu'un humain moyen.

## Gouvernement
L'Empire Stellaire Romulien est le régime autoritaire du peuple romulien. Le pouvoir politique est détenu par le sénat impérial (à l'instar de la Rome antique), dans lequel chaque sénateur représente une province. Ce sénat est dirigé par le Préteur, assisté du Proconsul et du vice-proconsul. Outre le sénat, il y a aussi le comité permanent, composé de sénateurs et de hauts dignitaires; et chargé d'une part d'élire le nouveau préteur, et d'autre part de juger un membre du sénat mis en accusation.
Un autre organisme majeur de l'Empire Stellaire Romulien est le « Tal Shiar », service de renseignement et police secrète, chargé de réprimer toute menace, intérieure comme extérieure. Le chef de la police secrète est habituellement un membre du comité permanent.
Cependant, l'Empire Stellaire Romulien s'effondra en 2387 avec la destruction de la planète Romulus et fut remplacé notamment par l'État Libre Romulien.

## Histoire
Originaires du Quadrant Bêta, les Romuliens sont parmi les plus redoutables ennemis de la Fédération des planètes unies. Autrefois Vulcains, ils partirent de leur planète originelle peu après que le dissident S'Task eut renié les enseignements de Surak, le grand philosophe Vulcain. Voyageant dans l'espace durant des années, les exilés arrivèrent finalement dans le système Romulien, qu'ils colonisèrent. Une fois installés sur la planète Romulus, les exilés, qui se nommèrent pour l'occasion Romuliens, s'emparèrent de la seconde planète habitable de leur système, Rémus. Continuant ainsi, ils fondèrent un empire stellaire s'étendant sur une douzaine de mondes. Bien que cela ne soit pas clair, il semble qu'ils utilisèrent principalement Rémus comme « planète-ressource », réduisant en esclavage la population autochtone qui évolua physiquement jusqu'à devenir les Rémanais (Rémiens, Rémans) apparaissant dans Star Trek : Nemesis.[réf. nécessaire]
Dans les années 2150, les Romuliens entrent en contact avec les Humains (Star Trek: Enterprise, épisode 29 : Le Choix d'Archer (Minefield)). Il ne fallut pas longtemps pour que les tensions évidentes dégénèrent en guerre ouverte, marquant le début du conflit Terrien-Romulien. Cette guerre courte mais particulièrement intense se déroula uniquement dans l'espace, sans aucun contact entre les personnes, même visuel.
Aucun Humain ou Vulcain ne vit de Romulien avant 2266, longtemps après la fin de la guerre, lorsqu'un Oiseau de proie pénétra la Zone neutre pour tester les défenses de la Fédération. Le vaisseau fut détruit par l'USS Enterprise (NCC-1701) et ce fut le début d'une « guerre froide » entre les deux puissances.
Les tensions culminèrent en 2311 lors de l'incident de Tomed, quand des milliers de vies du côté de la Fédération furent perdues contre les Romuliens. Cet incident déboucha sur le traité d'Algeron qui interdit à la Fédération de développer le bouclier occulteur et officialisa la Zone neutre entre les deux puissances.
En 2387, la planète capitale de l'empire stellaire romulien, Romulus, est entièrement détruite lorsque l'étoile Hobus, voisine du système Romulien, est devenue une supernova dans le film Star Trek (autre chronologie de J. J. Abrams), bouleversant la chronologie de la saga.

## Culture

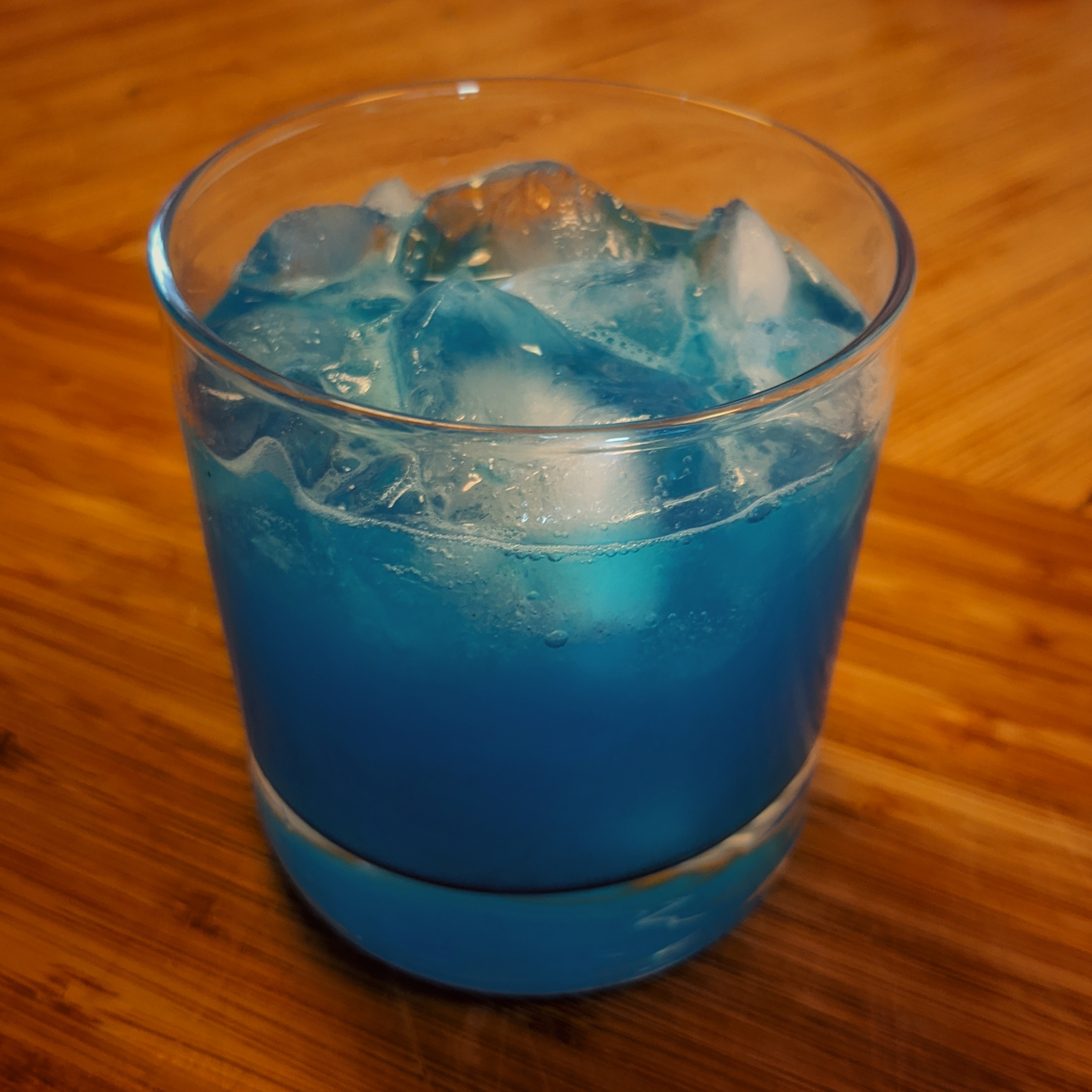
Bière romulienne

Comme les Vulcains, dont ils sont issus, les Romuliens ont surmonté leur soif de violence, mais sont restés opportunistes, passionnés, manipulateurs et traîtres, faisant et cassant les consensus pour le simple plaisir de se battre.

### Noms romuliens
Si les Romuliens sont en général dotés de trois prénoms et de deux noms, dans la vie courante on les appelle simplement par leur premier prénom. En revanche, dans tous les documents officiels, on use des deux premiers prénoms et du premier des noms afin d'éviter toute confusion possible entre homonymes.
Le troisième prénom est tenu secret et seuls les membres de la famille proche le connaissent.
Le premier nom est ce que l'on qualifie sur Terre de « nom de famille », tandis que le second est le nom de la maison à laquelle appartient la personne. Dans tout l'empire un seul individu est appelé par son premier nom ; il s'agit du préteur, chef suprême du gouvernement.